# Johan Thorsander
Johan Thorsander, född den 31 maj 1777 i Seglora socken i Västergötland, där fadern var bonde, död under ett tillfälligt besök i Mariestad den 25 juli 1851, var en svensk universitetslärare och lärd.
Efter genomgången elementarundervisning i sitt fädernestift, blev Thorsander student vid Uppsala universitet 1797 och promoverades 1803 till filosofie magister. Förordnad samma år till lärare vid elementarskolan i Gävle, utnämndes han 1805 till gymnasieadjunkt i Göteborg, varifrån han 1807 återvände till universitetet i Uppsala. Där avlade han teologie kandidatexamen 1808, teologie licentiatexamen 1809 och förordnades det sistnämnda året till teologie docent. 
Thorsander blev extra ordinarie teologie adjunkt 1813, utnämndes han två år senare till extra ordinarie teologie professor, blev teologie doktor 1818 och samma år ledamot av bibelkommissionen samt befordrades till andre teologie adjunkt och kyrkoherde i Börje 1826. 
År 1832 erhöll han fullmakt som professor i dogmatik och moralteologi samt blev 1835 förste teologie professor och domprost i Uppsala.  
I ungdomen ansågs han för en skarpsinnig matematiker men ägnade sig, efter sin återkomst till universitetet 1807 uteslutande åt de teologiska vetenskaperna och har på detta område utgivit: De armenianis observationes 1808-1809, Profeten Jeremia. Ny provöversättning 1837, med mera.